# Tausendschrittmoor
Das Tausendschrittmoor ist ein Naturschutzgebiet in der niedersächsischen Stadt Haren (Ems) im Landkreis Emsland.
Das Naturschutzgebiet mit dem Kennzeichen NSG WE 190 ist 65,5 Hektar groß. Es steht seit dem 17. Dezember 1988 unter Naturschutz. Zuständige untere Naturschutzbehörde ist der Landkreis Emsland.
Das aus zwei Teilen bestehende Schutzgebiet liegt nordwestlich von Haren (Ems). Der kleinere, östliche Teil des Schutzgebietes grenzt im Westen direkt an den Haren-Rütenbrock-Kanal, der größere, westliche Teil grenzt im Nordosten an die Bundesstraße 408 und im Nordwesten an die Kreisstraße 225.
Unter Schutz gestellt ist der Rest eines überwiegend nicht kultivierten, aber teilweise abgetorften Hochmoorgebietes. Der westliche Bereich wird dabei nach erfolgter Wiedervernässung von Wollgras und Torfmoos sowie stellenweise auch Moorheide mit Pfeifengras, Besen- und Glocken-Heide geprägt. Im östlichen Bereich entwickelt sich Moorwald. In den Randbereichen beider Bereiche sind teilweise landwirtschaftliche Nutzflächen zu finden.